# 埃里克·博希迈尔
埃里克·博希迈尔（德語：Erich Borchmeyer，1905年1月23日—2000年8月17日），德国男子田径运动员，主攻短跑。他曾代表德国参加1932年和1936年夏季奥林匹克运动会田径比赛，获得一枚银牌和一枚铜牌。